# Susurluk-Skandal
Beim Susurluk-Skandal (türkisch Susurluk skandalı) handelt es sich um einen Verkehrsunfall mit mehreren Todesopfern in der türkischen Kleinstadt Susurluk, Provinz Balıkesir, der sich am 3. November 1996 ereignete. Durch den Unfall wurden die Verstrickungen zwischen staatlichen Institutionen und der Unterwelt offensichtlich.

## Opfer, Unfall und Folgen
Zu den Todesopfern zählten der stellvertretende Polizeipräsident von Istanbul Hüseyin Kocadağ; Abdullah Çatlı, ein führendes Mitglied der rechtsextremen Grauen Wölfe und steckbrieflich gesuchter Drogenhändler und Auftragsmörder, sowie dessen Geliebte, die ehemalige Schönheitskönigin Gonca Us. Der Parlamentsabgeordnete der Partei des Rechten Weges (DYP), Großgrundbesitzer und Führer von mehreren Dorfschützereinheiten, Sedat Edip Bucak, überlebte schwer verletzt.
Das Auffinden dieser Personen in dem Autowrack verstärkte die Diskussionen über die Verstrickung des türkischen Staats in illegale Machenschaften (siehe Tiefer Staat). Darüber hinaus wurden sechs gefälschte Pässe (mit jeweils verschiedenen Namen), mehrere tausend US-Dollar, ein Päckchen mit Rauschgift, Waffenscheine und mehrere Handfeuerwaffen mit Schalldämpfern in dem Wrack aufgefunden und sichergestellt. Laut Prüfungsberichten gehörten diese Utensilien Abdullah Çatlı, welcher u. a. durch die Erschießung von sieben sozialistischen Studenten im Jahre 1978 und durch Fluchthilfe für den Papstattentäter Mehmet Ali Ağca aus einem Militärgefängnis in Istanbul im Jahre 1979 schon vorher justizbekannt war.
Nach der Identifizierung der Leichen verlangten Journalisten und die Opposition nach einer Erklärung, wie es sein könne, dass Abdullah Çatlı, der 1990 aus einem Schweizer Gefängnis, in dem er aufgrund Heroinhandels festsaß, ausgebrochen war und von Interpol gesucht wurde, sich in einem Wagen mit hohen Beamten aufgehalten hat. Der steigende Druck durch Proteste der Zivilbevölkerung, die eine rasche und vollständige Untersuchung verlangte, führte zu einer parlamentarischen Untersuchungskommission. Aufgrund des Drucks traten der damalige Innenminister Mehmet Ağar und mehrere hohe Beamte, darunter auch der Polizeipräsident von Istanbul, zurück. Nach dem Jahresbericht 1998 der Menschenrechtsstiftung der Türkei brachte der Susurluk-Skandal „Verbindungen zwischen Politikern, der Polizei und bewaffneten Aktivisten“ ans Licht der Öffentlichkeit. Im 1998 Human Rights Report hieß es: „Dieser Unfall deckte die Zusammenarbeit und gemeinsamen Interessen von rechtsextremen Gewalttätern, die aufgrund politischer Verbrechen gesucht wurden, in mafiösen Aktivitäten involviert waren und die die Partei der Nationalistischen Bewegung (MHP) unterstützten, einerseits, und hochrangigen Verwaltungsbeamten, Polizeiführungskräften, Spezialeinheiten, bekennenden Militanten und Dorfschützern andererseits auf.“